# Dreams (chanson des Cranberries)
Pour les articles homonymes, voir Dream.
Singles de The Cranberries
Linger
(1993)
Dreams est le premier single tiré de l'album Everybody Else Is Doing It, So Why Can't We? des Cranberries, sorti en 1993. Le single est sorti une première fois en 1992 mais est passé inaperçu. Il a connu le succès lors de sa ressortie en 1994, le groupe s'étant entre-temps fait connaitre avec la sortie de l'album.
La chanson est réenregistrée en version acoustique pour l'album Something Else sorti en 2017. De plus, le groupe s'est inspiré de la chanson pour réaliser le tube similaire Analyze en 2001 pour l'album Wake Up and Smell the Coffee.

## Reprises et utilisations
Faye Wong a repris la chanson en 1994 sous le titre Dream Lover dans une version en cantonais qui fait partie de l'album Random Thinking ainsi que de la bande originale du film Chungking Express et a eu beaucoup de succès en Chine. Mami Kawada l'a également reprise dans son album Linkage (2010).
La chanson a été utilisée en France dans le cadre de campagnes publicitaires à la télévision en faveur du tourisme en Irlande.
Elle a également été utilisée dans l’épisode 7 de la troisième saison de la série Derry Girls, dans l’épisode 3 de la première saison de Yellowjackets et une reprise apparaît dans l’épisode 13 de la première saison de la série GirlBoss.
On l'entend en fond sonore de l'avant-dernière scène de "Mission Impossible" de Brian de Palma (1996), lorsque Tom Cruise et son comparse Ving Rhames sont en terrasse d'un bar, après la séquence du tunnel sous la Manche. La chanson est citée au générique. 

## Classements
| Pays                            | Positions |
| ------------------------------- | --------- |
| Australie (ARIA)                | 30        |
| Canada (Canadian Singles Chart) | 27        |
| États-Unis (Modern Rock Tracks) | 15        |
| États-Unis (Billboard Hot 100)  | 42        |
| Irlande (Irish Singles Chart)   | 9         |
| Royaume-Uni (UK Singles Chart)  | 27        |